# 巴西爾登和比勒里基 (英國國會選區)
巴西爾登和比勒里基（英語：Basildon and Billericay），英國國會一自治市選區，包括英格蘭東部埃塞克斯郡巴西爾登。始設於2010年。
2010年大選中保守黨的約翰·巴倫以52.8%選票當選。